# Greenfield (Wisconsin)
Greenfield – miasto w hrabstwie Milwaukee, stanie Wisconsin, USA. Położone nad rzeką Root River. Według spisu z 2020 r. 37 793 mieszkańców.

## Historia
Miasto zostało założone w 1839 jako Kinnickinnic przez oddzielenie od miasteczka Franklin. W 1941 roku nazwę zmieniono na Greenfield. W 1880 do miasta dotarła kolej, co spowodowało rozwój przemysłu. W 1957 roku na podstawie przeprowadzonego referendum zmieniono status z miasteczka town na miasto city.